# Amphicyanis
Amphicyanis — вимерлий рід хижих ссавців з родини амфіціонових, які населяли Євразію та Північну Америку